# Zizinho
Tomás Soares da Silva (São Gonçalo, 14 de setembro de 1921 – Niterói, 8 de fevereiro de 2002), mais conhecido como Zizinho, foi um futebolista brasileiro que atuou como meio-campista. Reconhecido como um dos maiores craques do século XX, é possivelmente o maior jogador brasileiro da era anterior a Pelé.
Considerado o sucessor de Leônidas da Silva, com quem atuou no Flamengo no início da década de 1940, Zizinho é um dos antecessores de Pelé, contra quem jogou no final dos anos 50, no posto de maior estrela do futebol brasileiro. Atuou pela Seleção Brasileira entre 1942 e 1957, sendo eleito o melhor jogador da Copa do Mundo de 1950. Em 1999 foi eleito o quarto maior jogador brasileiro de todos os tempos pela IFFHS.[carece de fontes?] Além disso, é o grande ídolo do Rei do Futebol.
Em 2020, em um ranking elaborado por especialistas dos jornais O Globo e Extra, figurou na 6ª posição entre os maiores ídolos de futebol da história do Clube de Regatas do Flamengo. É o terceiro jogador com mais assistências na história da Seleção Brasileira, com 32 passes para gol; e entre os 10 jogadores com mais participações diretas em gols pela Seleção, possui a segunda maior média por jogo, superado unicamente por Pelé.

## Carreira

### Início
Zizinho nasceu em Neves, subúrbio de São Gonçalo, e começou a jogar em pequenos times amadores da região de Niterói. Sonhava em jogar no seu time do coração, o America, mas não foi aprovado. Foi indicado para o São Cristóvão, mas desistiu. Fez um teste no Flamengo e foi contratado pelo treinador Flávio Costa.

### Flamengo
Depois de ter começado nas categorias de base do Byron, de Niterói, foi revelado pelo Flamengo e atuou no rubro-negro entre 1939 e 1950. Com ele, o time ganhou o seu primeiro tricampeonato estadual em 1942, 1943 e 1944, além do Campeonato Carioca de 1939. Zizinho saiu do Flamengo com 328 jogos, 189 vitórias, 62 empates e 77 derrotas; 142 gols, sendo considerado o maior ídolo do clube até a aparição de Zico.

### Transferência polêmica
Em janeiro de 1950, Zizinho recebeu propostas do Palmeiras, Corinthians e Bangu. O assédio causou polêmica. O jornal A Noite registrou: "Os dirigentes do Bangu estão sendo protagonistas de odiosos fatos que passarão à história do football. Repetindo atitudes anteriores, prometeram mundos e fundos a Zizinho para que ele abandonasse o Flamengo criando um clima desfavorável entre o jogador e o clube." Em março de 1950, Zizinho reclamou de não ser valorizado publicamente: "O Vasco para ficar com Ademir não mediu esforços, pois reconheceu o quanto vale Ademir para sua equipe".
Após o desabafo de Zizinho, o vice-presidente do Flamengo Francisco de Abreu respondeu: "Até pouco tempo eu era contrário à venda do "passe" de Zizinho, dispondo-me a conseguir um meio de evitar a sua saída de nossas fileiras, oferecendo-lhe condições mais vantajosas. Mas agora Zizinho procurou novamente o Flamengo e fez grande apelo para que fosse concedida a transferência, já que o Bangu resolveu dobrar os vencimentos que lhe foram oferecidos — de 7 para 14 mil cruzeiros mensais". Assim, o jogador foi negociado por 800 mil cruzeiros. O câmbio da época era de aproximadamente 20 cruzeiros para um dólar, portanto valendo aproximadamente 40 mil dólares.
A transferência seguiu polemizando nos jornais nas semanas seguintes. O presidente do Flamengo, Dario de Mello Pinto, declarou que Zizinho "há muito tempo não pertencia aos corações rubro negros. Um profissional que negocia sua transferência em meio do contrato perde a confiança do clube". O editorial do A Noite lamentou: "Nem só no amor o coração atrapalha. Também em negócios sua influência é nociva e Zizinho deixou de lado suas afeições preferindo o dinheiro".

### Bangu
Zizinho defendeu o Bangu Atlético Clube de 1950 a 1957 e voltou a atuar no clube como jogador e técnico ao mesmo tempo em 1961 deixou o Bangu como maior jogador da história do clube sendo o 5º maior artilheiro da história, com 122 gols, e o maior artilheiro em uma só partida, com cinco gols. Ainda assim Zizinho conseguiu dois vice-campeonatos cariocas pelo Bangu um como jogador em 1951 e outro como técnico em 1965, terminou o Campeonato Carioca de 1952 como artilheiro pelo Bangu. Além de ter ganho dois Torneios início do Rio de Janeiro e o Torneio início do Rio-São Paulo.

### São Paulo
Em 1957, Zizinho saiu do Bangu para fazer 67 jogos e 27 gols pelo São Paulo. Além disso, conquistou o título do Campeonato Paulista, liderando o time de forma brilhante e se tornado um ídolo tricolor. Também chegou ao vice-campeonato em 1958.

### Fim de carreira
Zizinho ainda atuou pelo Audax Italiano, do Chile, pelo Uberaba, de Minas Gerais, pelo Combinado Bangu-Vasco com a camisa do Bangu e do Vasco, e pelo Combinado Bangu-São Paulo com a camisa do Bangu e do São Paulo.
Zizinho ainda contribuiu para o surgimento de outro craque: Gérson. Zizinho era amigo do pai de Gérson, e quando ele iniciou a carreira de jogador, sempre ouvia atentamente os conselhos do "Mestre Ziza" (apelido carinhoso de Zizinho), no tocante à marcação, visão de jogo, distribuição de passes e sobre partir em velocidade com a bola dominada. Em agradecimento, o "Canhotinha de Ouro" sempre que entrevistado, cita carinhosamente Zizinho como seu mentor e incentivador na carreira de jogador.

## Seleção Nacional
Zizinho atuou pela Seleção Brasileira entre 1942 e 1957. Foram 54 jogos, 37 vitórias, 13 derrotas e quatro empates.  Conquistou o Campeonato Sul-Americano de 1949 e foi convocado para a Copa do Mundo de 1950.
Com a camisa da seleção brasileira, Zizinho marcou 31 gols e 32 assistências em 54 jogos. É o terceiro maior assistente e o nono em participações totais diretas em gol. Tem a segunda maior média em participações para gol (1,16), atrás apenas de Pelé.

### Copa do Mundo de 1950

Zizinho na Seleção Brasileira

Na Copa do Mundo de 1950, realizada, no Brasil Zizinho foi eleito o melhor jogador da competição, mesmo com o vice-campeonato da Seleção Brasileira. Zizinho não atuou nas duas primeiras partidas por estar lesionado. Mas depois que entrou na equipe, maravilhou os espectadores com suas atuações. Digno de registro foi a partida de Zizinho contra a Espanha, na qual o jogador recebeu elogios efusivos da imprensa internacional, sendo chamado de gênio e comparado a Leonardo da Vinci.
No "Maracanaço", o meia foi considerado o melhor jogador do Brasil na partida. A crônica do jogo descreveu: "marcação cerrada exercendo severa vigilância principalmente sobre Zizinho, Jair Rosa Pinto e Ademir de Menezes com o que anularam o potencial ofensivo do scratch nacional. Jair acovardado e Ademir sem a mobilidade habitual foram envolvidos pela defesa contrária salvando-se apenas Zizinho que conseguia fugir a marcação de Gambeta, transformado em center half, enquanto Obdulio Varela se incumbira de Jair."

### Depois do Maracanaço
Zizinho foi excluído da Seleção Brasileira no Campeonato Sul-Americano de 1953. O escritor José Lins do Rego, chefe da delegação brasileira na competição, estabeleceu o bicho de mil cruzeiros, inferior aos dois mil cruzeiros habituais. Capitão do time, Zizinho reclamou da premiação menor. A história vazou para a imprensa após a participação brasileira no torneio, e o meio-campista foi chamado de mercenário e responsabilizado pela derrota. Mais tarde, Zizinho lamentaria: "A única mágoa que tenho é ter deixado a Seleção como indisciplinado. Aquilo não tinha sentido. Só sei que, após os incidentes do Sul-Americano de Lima, em 53, o José Lins do Rego fez um relatório contra mim". O relatório dizia que Zizinho jamais deveria vestir a camiseta da Seleção novamente.
A ausência de Zizinho da Copa do Mundo de 1954 foi polêmica pois ainda era considerado o maior jogador do Brasil. Com a derrota da Seleção Brasileira, Zizinho voltou a ser chamado em 1955 para a disputa da Taça Bernardo O'Higgins e da Taça Oswaldo Cruz. Seria ainda titular do Brasil no Campeonato Sul-Americano de 1957, aos 35 anos. Mas a derrota da Seleção Brasileira convenceu o treinador Vicente Feola de que a equipe precisava de jogadores mais jovens para a disputa da Copa do Mundo de 1958.

## Estilo de jogo
Típico meia armador, Zizinho tinha como marca registrada o drible em ziguezague: "aquele em que o atacante serpenteia por entre os beques inimigos, ora pela esquerda, ora pela direita, tocando a bola, gingando o corpo, sempre vertical, rumo ao gol". Além da paradinha na cobrança de pênalti, movimento que inspirou Pelé.
Segundo o também Didi: "Quando vim para o Rio, Zizinho era o jogador mais famoso do Brasil. Havia se consagrado como o maestro do primeiro tricampeonato do Flamengo e tudo que fazia, dentro e fora de campo, logo virava notícia. Com o tempo criaram uma rivalidade entre nós, afinal jogávamos na mesma posição na Seleção Brasileira. Quanto aos nossos estilos, costumo dizer que o Ziza levava o recado a domicílio, isto é: gostava de entregar a bola na boa, no pé do atacante. Já eu preferia mandar pelo correio, fazia o lançamento longo, de 40 metros. Além do mais, sempre gostei mais de pensar o jogo, enquanto ele gostava de correr o campo todo, como um guerreiro." Para Gérson, apesar de ser um meia clássico, o estilo de Zizinho se diferencia dele e de Didi: "Zizinho ia para cima do adversário, driblá-lo, abria caminho na raça, embora com categoria".
Pelé afirma ter Zizinho como ídolo e modelo de jogador: "Quando comecei a minha carreira no Santos, o Zizinho estava encerrando a dele no São Paulo. E encerrando em grande estilo. Ele foi campeão e considerado o melhor jogador do Campeonato Paulista de 1957. Zizinho era um jogador completo. Atuava na meia, no ataque, marcava bem, era um ótimo cabeceador, driblava como poucos, sabia armar. Além de tudo, não tinha medo de cara feia. Jogava duro quando preciso."

## Pós-futebol
Após encerrar a carreira, Zizinho tornou-se fiscal de rendas do Estado do Rio de Janeiro, função que exerceu até a aposentadoria.

### Homenagens
O Bangu homenageou Zizinho em 2001. Ele recebeu um diploma oficial do clube como a maior expressão Banguense nos gramados, sendo considerado por muitos até hoje como maior ídolo do Bangu. Também foi reconhecido como um dos maiores craques do Maracanã, tendo seus pés gravado na calçada da fama do estádio.

### Entrevista
Em agosto de 2001, Zizinho forneceu uma entrevista ao Museu da Pessoa discutindo sobre sua relação quando jovem com o futebol e a relação de seu pai com o meio futebolístico.
| “                                 | Eu só cheguei a jogar futebol por ele. Eu achava que eu tinha uma dívida com ele e em cada progresso que eu tinha, dizia: “Eu vou chegar lá. Eu vou ser um bom jogador de futebol.” Mesmo depois da morte dele, acho que ainda eu batia uns papos com ele. Eu pensava nele: “Eu vou ser um bom jogador de futebol.” E foi assim que eu fui chegando, subindo, até chegar ao Flamengo naturalmente em 1939. Entrei no Flamengo, eu tinha 17 anos e jogava na Seleção de Niterói. | ” |
| — Tomás Soares da Silva (Zizinho) | |   |

### Morte
Aos 80 anos, morreu no dia 8 de fevereiro de 2002, em Niterói, vítima de problemas do coração.

## Estatísticas

### Clubes
| Ano               | Clube             | Gols |
| ----------------- | ----------------- | ---- |
| 1940              | Flamengo          | 14   |
| 1941              | Flamengo          | 20   |
| 1942              | Flamengo          | 14   |
| 1943              | Flamengo          | 12   |
| 1944              | Flamengo          | 12   |
| 1945              | Flamengo          | 17   |
| 1946              | Flamengo          | 11   |
| 1947              | Flamengo          | 4    |
| 1948              | Flamengo          | 27   |
| 1949              | Flamengo          | 13   |
| 1950              | Flamengo          | 1    |
| Total             | Total             | 145  |
| 1950              | Bangu             | 11   |
| 1951              | Bangu             | 27   |
| 1952              | Bangu             | 23   |
| 1953              | Bangu             | 12   |
| 1954              | Bangu             | 12   |
| 1955              | Bangu             | 8    |
| 1956              | Bangu             | 9    |
| 1957              | Bangu             | 16   |
| Total             | Total             | 117  |
| 1957              | São Paulo         | 6    |
| 1958              | São Paulo         | 21   |
| Total             | Total             | 27   |
| Total na carreira | Total na carreira | 289  |

### Seleção Brasileira
| Ano   | Jogos | Gols |
| ----- | ----- | ---- |
| 1942  | 5     | 2    |
| 1945  | 9     | 4    |
| 1946  | 7     | 6    |
| 1949  | 7     | 5    |
| 1950  | 7     | 3    |
| 1953  | 5     | 1    |
| 1955  | 1     | 2    |
| 1956  | 7     | 5    |
| 1957  | 6     | 2    |
| Total | 54    | 30   |

Expanda a caixa de informações para conferir todos os jogos de Zizinho pela Seleção Brasileira
|     | Data                    | Local                              | Resultado | Adversário       | Gol(s) | Competição             |
| --- | ----------------------- | ---------------------------------- | --------- | ---------------- | ------ | ---------------------- |
| 1.  | 14 de janeiro de 1942   | Centenário, Montevidéu             | 6–1       | Chile            | 0      | Sul-Americano 1942     |
| 2.  | 17 de janeiro de 1942   | Centenário, Montevidéu             | 1–2       | Argentina        | 0      | Sul-Americano 1942     |
| 3.  | 21 de janeiro de 1942   | Centenário, Montevidéu             | 2–1       | Peru             | 0      | Sul-Americano 1942     |
| 4.  | 31 de janeiro de 1942   | Centenário, Montevidéu             | 5–1       | Equador          | 1      | Sul-Americano 1942     |
| 5.  | 5 de fevereiro de 1942  | Centenário, Montevidéu             | 1–1       | Paraguai         | 1      | Sul-Americano 1942     |
| 6.  | 21 de janeiro de 1945   | Nacional, Santiago                 | 3–0       | Colômbia         | 0      | Sul-Americano 1945     |
| 7.  | 28 de janeiro de 1945   | Nacional, Santiago                 | 2–0       | Bolívia          | 0      | Sul-Americano 1945     |
| 8.  | 7 de fevereiro de 1945  | Nacional, Santiago                 | 3–0       | Uruguai          | 0      | Sul-Americano 1945     |
| 9.  | 14 de fevereiro de 1945 | Nacional, Santiago                 | 1–3       | Argentina        | 0      | Sul-Americano 1945     |
| 10. | 21 de fevereiro de 1945 | Nacional, Santiago                 | 9–2       | Equador          | 2      | Sul-Americano 1945     |
| 11. | 28 de fevereiro de 1945 | Nacional, Santiago                 | 1–0       | Chile            | 0      | Sul-Americano 1945     |
| 12. | 16 de dezembro de 1945  | Pacaembu, São Paulo                | 3–4       | Argentina        | 1      | Copa Roca 1945         |
| 13. | 20 de dezembro de 1945  | São Januário, Rio de Janeiro       | 6–2       | Argentina        | 1      | Copa Roca 1945         |
| 14. | 23 de dezembro de 1945  | São Januário, Rio de Janeiro       | 3–1       | Argentina        | 0      | Copa Roca 1945         |
| 15. | 5 de janeiro de 1946    | Centenário, Montevidéu             | 3–4       | Uruguai          | 1      | Copa Rio Branco 1946   |
| 16. | 9 de janeiro de 1946    | Centenário, Montevidéu             | 1–1       | Uruguai          | 0      | Copa Rio Branco 1946   |
| 17. | 16 de janeiro de 1946   | El Gasómetro, Buenos Aires         | 3–0       | Bolívia          | 1      | Sul-Americano 1946     |
| 18. | 23 de janeiro de 1946   | El Gasómetro, Buenos Aires         | 4–3       | Uruguai          | 0      | Sul-Americano 1946     |
| 19. | 29 de janeiro de 1946   | Almirante Cordero, Avellaneda      | 1–1       | Paraguai         | 0      | Sul-Americano 1946     |
| 20. | 3 de fevereiro de 1946  | El Gasómetro, Buenos Aires         | 5–1       | Chile            | 4      | Sul-Americano 1946     |
| 21. | 10 de fevereiro de 1946 | Monumental de Núñez, Buenos Aires  | 0–2       | Argentina        | 0      | Sul-Americano 1946     |
| 22. | 3 de abril de 1949      | São Januário, Rio de Janeiro       | 9–1       | Equador          | 1      | Sul-Americano 1949     |
| 23. | 10 de abril de 1949     | Pacaembu, São Paulo                | 10–1      | Bolívia          | 2      | Sul-Americano 1949     |
| 24. | 13 de abril de 1949     | Pacaembu, São Paulo                | 2–1       | Chile            | 1      | Sul-Americano 1949     |
| 25. | 24 de abril de 1949     | São Januário, Rio de Janeiro       | 7–1       | Peru             | 0      | Sul-Americano 1949     |
| 26. | 30 de abril de 1949     | São Januário, Rio de Janeiro       | 5–1       | Uruguai          | 1      | Sul-Americano 1949     |
| 27. | 8 de maio de 1949       | São Januário, Rio de Janeiro       | 1–2       | Paraguai         | 0      | Sul-Americano 1949     |
| 28. | 11 de maio de 1949      | São Januário, Rio de Janeiro       | 7–0       | Paraguai         | 0      | Sul-Americano 1949     |
| 29. | 6 de maio de 1950       | Pacaembu, São Paulo                | 3–4       | Uruguai          | 1      | Copa Rio Branco 1950   |
| 30. | 14 de maio de 1950      | São Januário, Rio de Janeiro       | 3–2       | Uruguai          | 0      | Copa Rio Branco 1950   |
| 31. | 17 de maio de 1950      | São Januário, Rio de Janeiro       | 1–0       | Uruguai          | 0      | Copa Rio Branco 1950   |
| –   | 4 de junho de 1950      | São Januário, Rio de Janeiro       | 6–4       | Combinado Grenal | 1      | Amistoso               |
| 32. | 1 de julho de 1950      | Maracanã, Rio de Janeiro           | 2–0       | Iugoslávia       | 1      | Copa do Mundo 1950     |
| 33. | 9 de julho de 1950      | Maracanã, Rio de Janeiro           | 7–1       | Suécia           | 0      | Copa do Mundo 1950     |
| 34. | 13 de julho de 1950     | Maracanã, Rio de Janeiro           | 6–1       | Espanha          | 1      | Copa do Mundo 1950     |
| 35. | 16 de julho de 1950     | Maracanã, Rio de Janeiro           | 1–2       | Uruguai          | 0      | Copa do Mundo 1950     |
| 36. | 1 de março de 1953      | Nacional, Lima                     | 8–1       | Bolívia          | 0      | Sul-Americano 1953     |
| 37. | 15 de março de 1953     | Nacional, Lima                     | 1–0       | Uruguai          | 0      | Sul-Americano 1953     |
| 38. | 19 de março de 1953     | Nacional, Lima                     | 0–1       | Peru             | 0      | Sul-Americano 1953     |
| 39. | 23 de março de 1953     | Nacional, Lima                     | 3–2       | Chile            | 1      | Sul-Americano 1953     |
| 40. | 27 de março de 1953     | Nacional, Lima                     | 1–2       | Paraguai         | 0      | Sul-Americano 1953     |
| 41. | 13 de novembro de 1955  | Maracanã, Rio de Janeiro           | 3–0       | Paraguai         | 2      | Taça Oswaldo Cruz 1955 |
| 42. | 12 de junho de 1956     | Estádio do Club Libertad, Assunção | 2–0       | Paraguai         | 0      | Taça Oswaldo Cruz 1956 |
| 43. | 17 de junho de 1956     | Estádio do Club Libertad, Assunção | 5–2       | Paraguai         | 2      | Taça Oswaldo Cruz 1956 |
| 44. | 24 de junho de 1956     | Maracanã, Rio de Janeiro           | 2–0       | Uruguai          | 1      | Taça do Atlântico 1956 |
| 45. | 1 de julho de 1956      | Maracanã, Rio de Janeiro           | 2–0       | Itália           | 0      | Amistoso               |
| 46. | 8 de julho de 1956      | El Cilindro, Buenos Aires          | 0–0       | Argentina        | 0      | Taça do Atlântico 1956 |
| 47. | 5 de agosto de 1956     | Maracanã, Rio de Janeiro           | 0–1       | Tchecoslováquia  | 0      | Amistoso               |
| 48. | 8 de agosto de 1956     | Pacaembu, São Paulo                | 4–1       | Tchecoslováquia  | 2      | Amistoso               |
| 49. | 13 de março de 1957     | Nacional, Lima                     | 4–2       | Chile            | 0      | Sul-Americano 1957     |
| 50. | 21 de março de 1957     | Nacional, Lima                     | 7–1       | Equador          | 1      | Sul-Americano 1957     |
| 51. | 24 de março de 1957     | Nacional, Lima                     | 9–0       | Colômbia         | 1      | Sul-Americano 1957     |
| 52. | 28 de março de 1957     | Nacional, Lima                     | 2–3       | Uruguai          | 0      | Sul-Americano 1957     |
| 53. | 31 de março de 1957     | Nacional, Lima                     | 1–0       | Peru             | 0      | Sul-Americano 1957     |
| 54. | 3 de abril de 1957      | Nacional, Lima                     | 0–3       | Argentina        | 0      | Sul-Americano 1957     |

## Títulos como jogador
Flamengo
- Campeonato Carioca: 1942, 1943 e 1944

São Paulo
- Taça dos Campeões Estaduais Rio-São Paulo: 1957
- Campeonato Paulista: 1957[20]

Seleção Brasileira
- Copa Roca: 1945
- Copa América: 1949
- Copa Rio Branco: 1950
- Campeonato Pan-Americano: 1952
- Taça Bernardo O’Higgins: 1955
- Taça do Atlântico: 1956
- Taça Oswaldo Cruz: 1955 e 1956

### Prêmios individuais
- Seleção da Copa do Mundo FIFA: 1950
- Melhor Jogador da Copa do Mundo FIFA: 1950[39]
- Seleção de Todos os Tempos do Brasil pela IFFHS (Time B): 2021[40]
- Seleção de Todos os Tempos do Brasil (Jornal AS): 2022[41]

### Artilharias
- Campeonato Carioca de 1952 (19 gols)

### Recordes
- Maior artilheiro da Copa América: 17 gols em 33 jogos (junto com Norberto Méndez)[42]

## Títulos como treinador
Seleção Brasileira Sub-23
- Jogos Pan-Americanos: 1975